# Lorenz Wall
Lorenz Wall (Lars Andersson Wall) var en svensk silversmed verksam under 1600-talets senare del.
Han var son till kyrkoherden i Hälliestad och gift andra gången med Catharina Bernegau samt far till silversmeden Andreas Lorentzson Wall. Han skrevs in som lärling till Henning Petri i Nyköping 1664 och blev 1682 mästare i Norrköping under silversmeds ämbetet i Arboga. Bland hans efterlämnade arbeten märks flera figurdrivna praktfat i silver i en tysk barockstil, silverkorpus samt kyrksilver. För Sankt Olai kyrka i Norrköping utförde han på 1690-talet en kalk som var dekorerad med tre ovala medaljonger med krigarprofiler och kungahuvuden omgivna av blomsterornament.  